# Federico Venturi
Federico Venturi (Firenze, 31 marzo 1940 – Pettorano sul Gizio, 27 giugno 2020) è stato un paleontologo italiano di fama internazionale, specialista delle ammoniti del Giurassico inferiore.

## Vita professionale
Figlio di Filippo Venturi (entomologo e docente alle università di Padova e Pisa), Federico si laureò in scienze naturali presso l'Università degli Studi di Perugia nel 1969. Dal 1970 si è occupato di geologia e paleontologia, specializzandosi in ammoniti giurassiche dell'Appennino Centrale (Successione Umbro Marchigiana). Dal 1975 è stato docente di Paleontologia presso l'Università degli Studi di Perugia, venendo quindi nominato nel 1982 Professore Associato presso il Dipartimento di Scienze della Terra, carica che ha ricoperto fino al 2010. Nel corso della sua attività di studioso ha pubblicato più di 60 articoli di ricerca e due libri.
È morto durante un field trip nella Riserva Naturale del Monte Genzana Alto Gizio, Italia.

## Contributo alla paleontologia

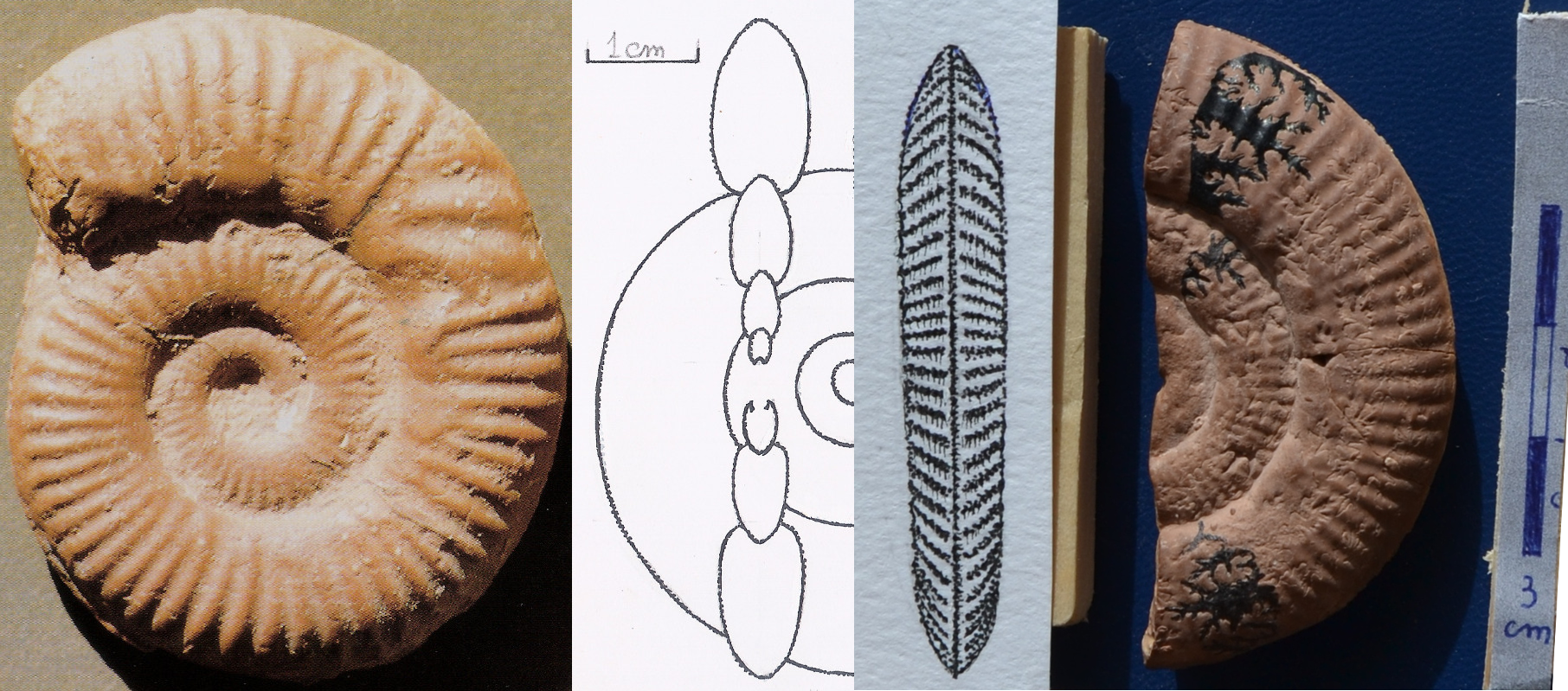
Tavola creata da Venturi per illustrare la nuova specie Rarenodia planulata

Venturi si occupò di ammoniti di età hettangiana, sinemuriana, pliensbachiana e toarciana nell'ambito della Tetide. Ha studiato le evoluzioni delle famiglie Hildoceratidae, Hammatoceratidae e Polymorphitidae introducendo numerosi nuovi taxa (specie, generi, sottofamiglie) da solo o con coautori. Tra i 36 nuovi generi introdotti nella letteratura di ammoniti i più importanti sono Rarenodia , Catriceras, Praerycites Martanites, Gorgheiceras, Paramorphites, Furlites, Neotaffertia, Pelingoceras, Cingolites.
I suoi studi sono stati da lui riassunti in libro bilingue italiano-inglese ("Ammoniti, un viaggio geologico intorno agli Appennini") in cui descrisse, con toni divulgativi, le sue principali scoperte nel campo della ricerca paleontologia su questi molluschi ( biostratigrafia, crisi ed estinzioni ecologiche, filogenesi, paleobiogeografia e tassonomia ).